# 713 a.C.
Il 713 a.C. (DCCXIII a.C. in numeri romani) è un anno  dell'VIII secolo a.C.

## Eventi
- Sargon II ordina la costruzione di Dur Šarrukin.